# Псаміти

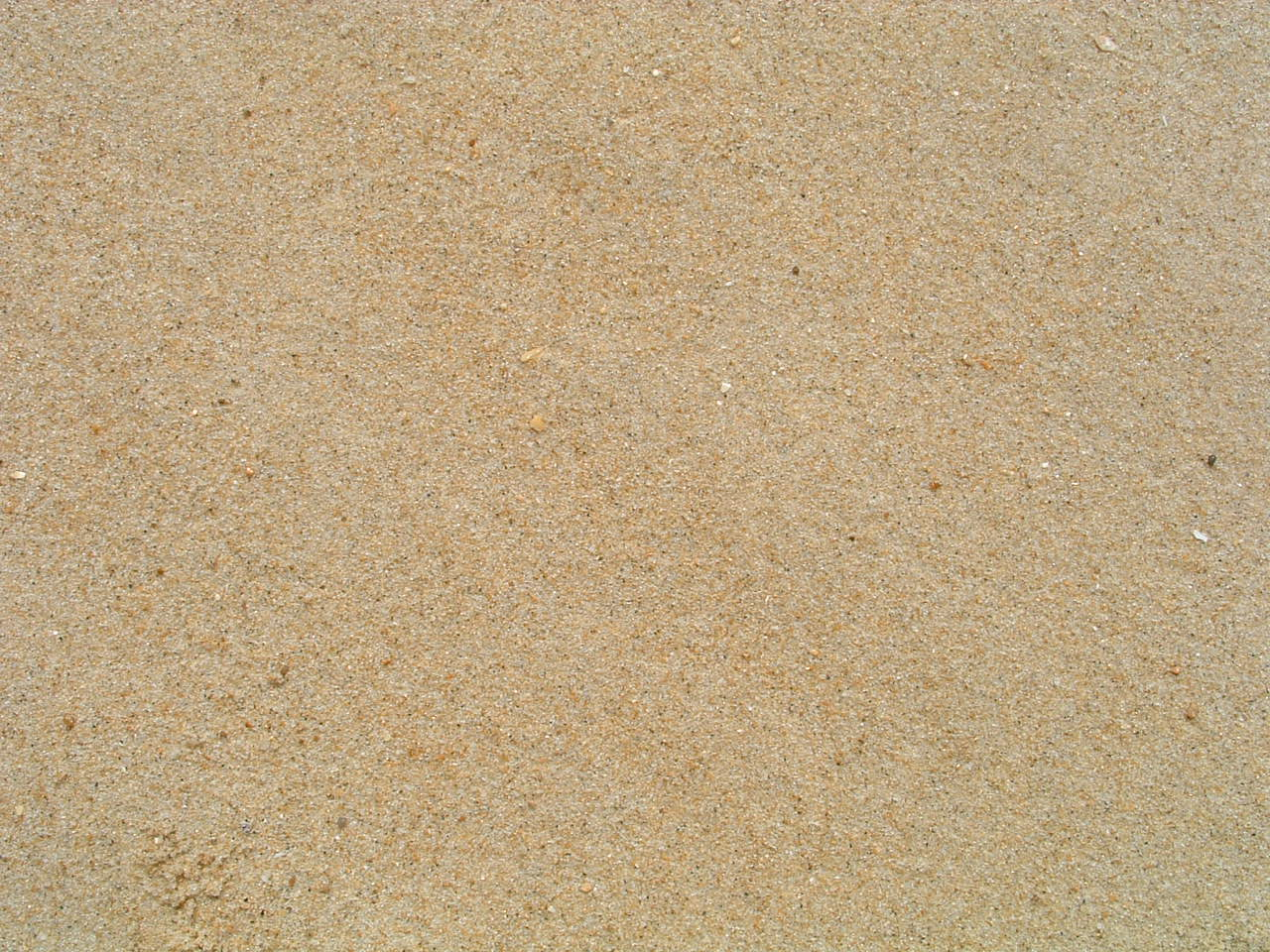
Пісок

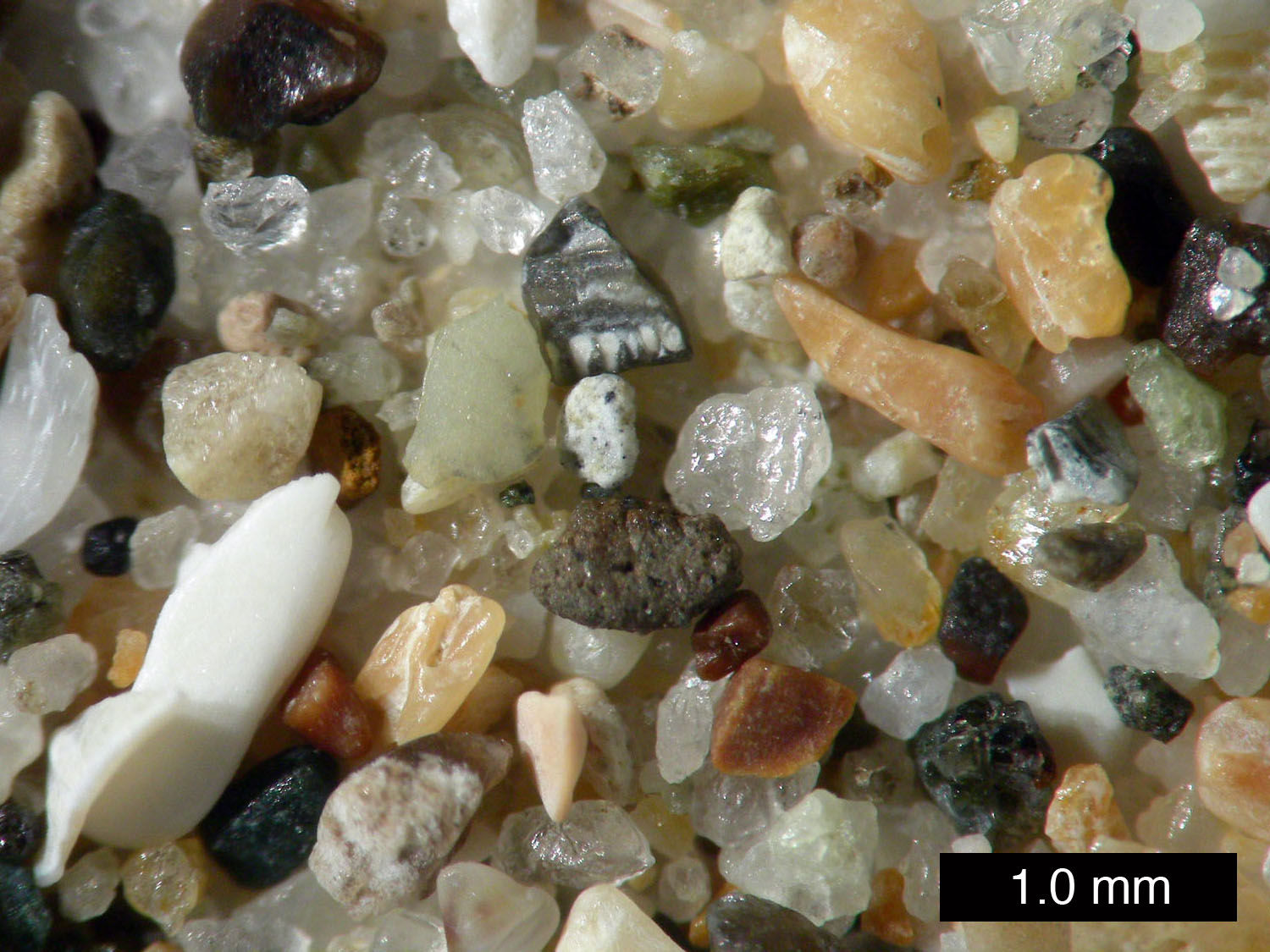

Псаміти (рос. псаммиты, англ. psammites, нім. Psammite  m pl) — піщані породи — породи, що на 50 % і більше складаються з зерен мінералів та уламків гірських порід розміром від 0.05 до 1 мм.
Пухкі (рихлі) різновиди називають пісками, а зцементовані — пісковиками. Серед П. розрізнюють мономінеральні (частіше за все кварцові), олігоміктові (кварц-полевошпатові й ін.) і полімінеральні (аркозові пісковики і ґраувакки) породи.
П. утворюються переважно внаслідок фізичного вивітрювання гірських порід і подальшого перенесення та відкладення уламків. Деякі П. або самі є корисними копалинами (нерудні буд. матеріали), або вміщають скупчення нафти, газу, рідше алмази, золото, платину і ін. корисні копалини розсипних родовищ.
Псамі́това структу́ра (рос. псаммитовая структура, англ. psammitic texture; нім. psammitische Struktur f) — структура уламкових гірських порід з розмірами зерен від 0,1 до 1,0 мм.
Син. — піскова структура.